# Zalog pri Cerkljah
Zalog pri Cerkljah je naselje u slovenskoj Općini Cerklju na Gorenjskem. Zalog pri Cerkljah se nalazi u pokrajini Gorenjskoj i statističkoj regiji Gorenjskoj. 

## Stanovništvo
Prema popisu stanovništva iz 2002. godine naselje je imalo 386 stanovnika.